# Dinasztia
A dinasztia vagy uralkodóház egyazon családhoz tartozó olyan személyeket jelöl, akik örökletes módon uralkodnak egy monarchia felett. A monarchia lehet császárság, királyság, önálló hercegség, szultanátus, emírség, fejedelemség, kaganátus stb.
Az uralkodóra dinaszta néven is szoktak hivatkozni. Az uralkodás történhet szuverén módon, vagy valamely más uralkodó hűbéreseként, vazallusaként.
A dinasztiáknak nagy szerepe volt a történelem formálásában az ókor óta. Az ókori Egyiptomban a dinasztiák – melyek Manethón felosztásán alapulnak – egyben történelmi felosztásnak is minősülnek.

## A legfontosabb dinasztiák

### Európa

#### Ókori és népvándorláskori dinasztiák
- Ókori görög uralkodók
  - Athéni királyok
  - Makedón királyok
- Az ókori Róma császárai (időrendben)
- Az ókori Róma császárai (betűrendben)
- Dák királyok
- Trák királyok
- Szkíta királyok
- Gallia törzsfői
- Etruszk törzsfők
- Kelta törzsfők
- Germán törzsfők
- Brit törzsfők
- Hun királyok
- Gót királyok
- Vandál királyok
- Gepida királyok
- Longobárd királyok
- Burgund királyok
- Avar kagánok

#### Ausztria
Lásd még: Ausztria uralkodó hercegeinek és főhercegeinek listája
- Babenberg-ház (976–1246)
- Habsburg-ház (1273–1918)

#### Belgium
Lásd még: Belgium uralkodóinak listája
- Szász–Coburg–Gothai-ház (1831–napjainkig)

#### Ciprus
Lásd még: A Ciprusi Királyság uralkodóinak listája
- Lusignan-ház (1192–1489)

#### Dánia
Lásd még: Dánia uralkodóinak listája
- Oldenburg-ház (1448–1863)
- Schleswig–Holstein–Sonderburg–Glücksburg-ház (1863–napjainkig)

#### Egyesült Királyság
Lásd még: A Brit-szigetek uralkodóinak listája
- Cerdic-ház (802–1016 és 1042–1066)
- Jelling-ház (1013–1014 és 1016–1042)
- Normandiai-ház (1066–1154)
- Plantagenêt-ház (1154–1485)
  - Lancaster-ház (1399–1461 és 1470–1471)
  - York-ház (1461–1470 és 1471–1485)
- Tudor-ház (1485–1603)
- Stuart-ház (1603–1714)
- Hannover-ház (1714–1901)
- Szász–Coburg–Gothai-ház (1901–1917)
- Windsor-ház (1917–napjainkig)

#### Franciaország
Lásd még: Franciaország uralkodóinak listája
- Karoling-ház (843–987)
- Capeting-ház (987–1792 és 1814–1848)
  - Capet-ház (987–1328)
  - Valois-ház (1328–1589)
  - Bourbon-ház (1589–1792 és 1814–1848)
- Bonaparte-ház (1804–1814 és 1852–1870)

#### Lengyelország
Lásd még: Lengyelország uralkodóinak listája
- Piast-dinasztia (9. század–1296 és 1306–1370)
- Přemysl-ház (1291–1306)
- Anjou-ház (1370–1399)
- Jagelló-ház (1386–1572 és 1575–1586)
- Valois-ház (1573–1574)
- Báthori-ház (1576–1586)
- Vasa-ház (1587–1668)
- Wiśniowiecki-ház (1669–1673)
- Sobieski-ház (1674–1696)
- Wettin-ház (1697–1706, 1709–1733 és 1736–1764)
- Leszczyńska-ház (1704–1709 és 1733–1736)
- Poniatowska-ház (1764–1795)

#### Magyarország
Lásd még: Magyarország uralkodóinak listája
- Árpád-ház (895–1301)
- Přemysl-ház (1301–1305)
- Wittelsbach-ház (1305–1308)
- Anjou-ház (1308–1395)
- Luxemburg-ház (1387–1437)
- Habsburg-ház (1437–1439 és 1453–1457)
- Hunyadi-ház (1458–1490)
- Jagelló-ház (1440–1526)
- Szapolyai-ház (1526–1570)
- Habsburg-ház (1526–1918)

#### Monaco
Lásd még: Monaco uralkodóinak listája
- Grimaldi-ház (1297–napjainkig)

#### Római Birodalom
- Iulius–Claudius-dinasztia (i.e. 27– i.u. 68)
- Flavius-dinasztia (69–96)
- Antoninus-dinasztia (96–192)
- Severus-dinasztia (193–235)
- Constantinus-dinasztia (303–363)
- Valentinianus-dinasztia (364–457)

## Ázsiai dinasztiák
- Sumer királyok
- Akkád királyok
- Asszír királyok
- Elám királyai
- Mitanni királyai
- Hettita uralkodók listája és családfája
- Urartu királyai
- Keftiu (Kréta) királyai
- Babilon királyai
- Méd királyok
- Perzsia királyai
- Párthus birodalom
- Szászánida uralkodók listája
- Perzsa sahok
- Szeleukida birodalom
- Bithünia királyai
- Pontosz királyai
- Pergamon királyai
- Kappadókia királyai
- Trója királyai
- Örmény királyok
- Kínai császári dinasztiák
- Mongol dinasztiák
- Tibeti dinasztiák
- Arab kalifák
- Indiai dinasztiák
- Angkor
- Héber királyok
  - Dávid háza

### Jelenkor
- Bahrein
- Bhután
- Brunei
- Egyesült Arab Emírségek
- Japán – Japán dinasztiák
- Jordánia – Hásimita-dinasztia
- Kambodzsa
- Katar
- Kuvait – Al-Sabah-ház
- Malajzia
- Nepál – Nepál uralkodói
- Omán
- Szaúd-Arábia – Szaúdi-dinasztia
- Thaiföld – Csakri-dinasztia

## Afrikai dinasztiák
- Egyiptomi fáraók
- Akszúmi
- Azánia
- Etiópia – Salamon-dinasztia
- Karthágó
- Líbia
- Mauritánia
- Meroé (Napata)
- Numídia
- Núbia
- Punt
- Sába

### Jelenkor
- Lesotho – Koena-dinasztia
- Marokkó – Marokkó uralkodói Alávi-dinasztia
- Szváziföld – Szváziföld uralkodói Nkosi-Dlamini-dinasztia

## Dél-Amerikai dinasztiák
- Azték dinasztiák
- Inka dinasztiák
- Maja dinasztiák
- Brazil császárság – Braganza-ház

## Óceániai dinasztiák
- Hawaii
- Szamoa
- Tahiti
- Tonga – Tupou-dinasztia